# فريدريك لي
فريدريك لي (بالإنجليزية: Frederick Lee)‏ (11 أغسطس 1840 - 13 نوفمبر 1922) هو محام بالقضاء العالي ولاعب كريكت بريطاني (وحمل سابقاً جنسية المملكة المتحدة لبريطانيا العظمى وأيرلندا).